# Up Against the Wall Motherfucker
Up Against the Wall Motherfucker, aussi appelé The Motherfuckers ou UAW/MF, est un groupe anarchiste basé à New York et fondé en 1966 par le peintre Ben Morea et le poète Dan Georgakas.

## Éléments historiques
Ce « gang de rue avec de l'analyse » (« street gang with analysis ») est connu pour ses actions directes dans Lower East Side.
Il inspire des membres de Weather Underground et les Yippies.